# Bimont
Bimont est une commune française située dans le département du Pas-de-Calais en région Hauts-de-France. Ses habitants sont appelés les Bimontois. La commune est membre de la communauté de communes du Haut Pays du Montreuillois.

## Géographie

### Localisation
Localisée dans l'ouest du département du Pas-de-Calais, Bimont se situe à 15 km au nord-est de Montreuil-sur-Mer (chef-lieu d'arrondissement) et à 29 km au sud-ouest de Lumbres,
Le territoire de la commune est limitrophe de ceux de six communes.
Les communes limitrophes sont Hucqueliers, Maninghem, Preures, Quilen, Saint-Michel-sous-Bois et Clenleu.

### Géologie et relief
La superficie de la commune est de 6,81 km2 ; son altitude varie de 89  à   184 mètres.

### Hydrographie
La commune, située dans le bassin Artois-Picardie, est, selon le Service d'administration nationale des données et référentiels sur l'eau (Sandre), drainée par deux cours d'eau :
- le Bout de Haut, d'une longueur de 3,08 km qui prend sa source dans la commune et termine sa course au niveau de la commune de Sempy[5] ;
- le Humbert, cours d'eau naturel d'une longueur de 2,31 km, prend sa source et se jette dans le Bout du Haut au niveau de la commune de Sempy[6].

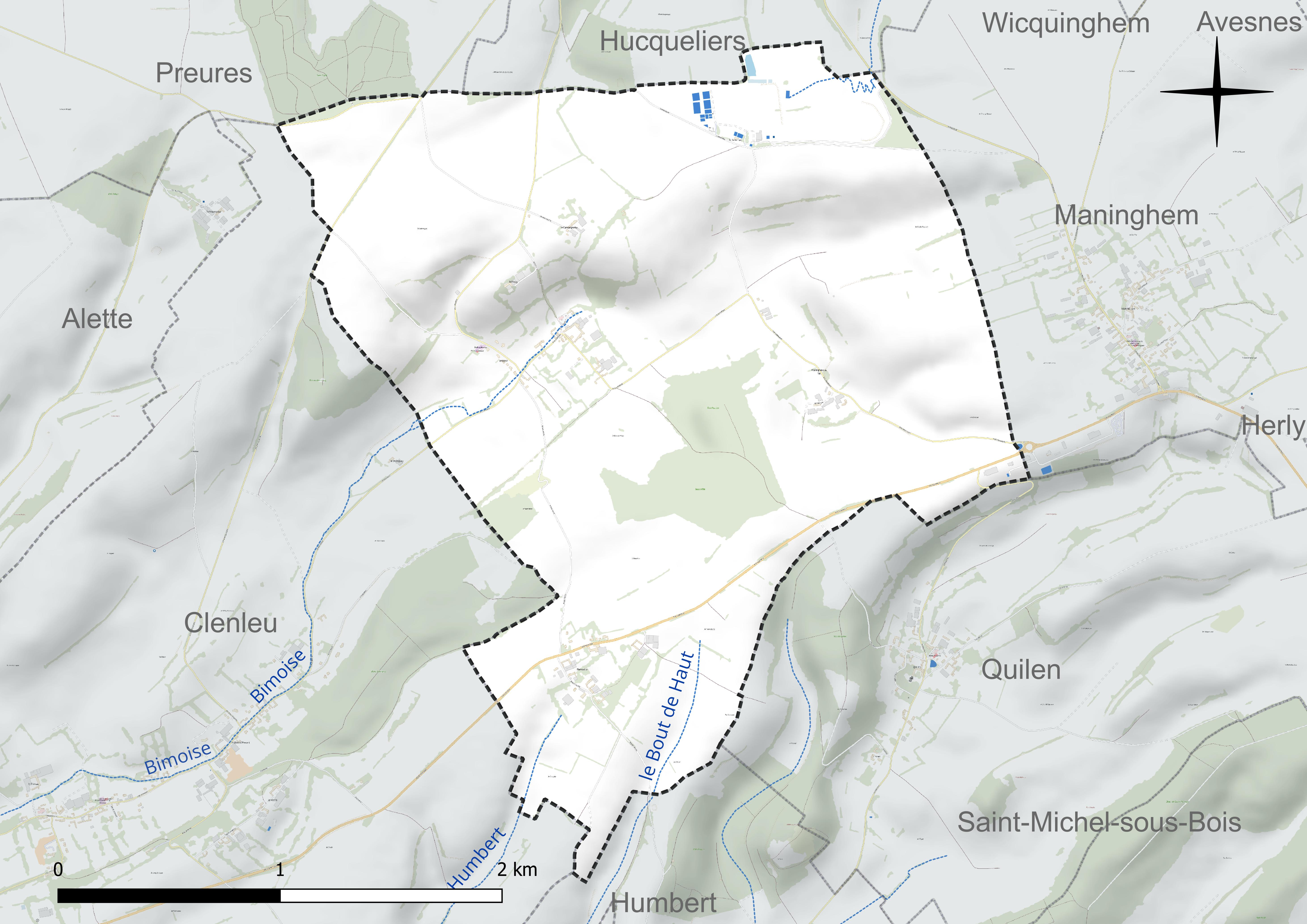
Réseau hydrographique de Bimont.

### Climat
Pour des articles plus généraux, voir Climat des Hauts-de-France et Climat du Pas-de-Calais.
En 2010, le climat de la commune est de type climat océanique franc, selon une étude du CNRS s'appuyant sur une série de données couvrant la période 1971-2000. En 2020, Météo-France publie une typologie des climats de la France métropolitaine dans laquelle la commune est exposée à un climat océanique et est dans la région climatique Côtes de la Manche orientale, caractérisée par un faible ensoleillement (1 550 h/an) ; forte humidité de l’air (plus de 20 h/jour avec humidité relative > 80 % en hiver), vents forts fréquents.
Pour la période 1971-2000, la température annuelle moyenne est de 10,1 °C, avec une amplitude thermique annuelle de 13,4 °C. Le cumul annuel moyen de précipitations est de 965 mm, avec 13,6 jours de précipitations en janvier et 8,6 jours en juillet. Pour la période 1991-2020, la température moyenne annuelle observée sur la station météorologique la plus proche, située sur la commune de Radinghem à 15 km à vol d'oiseau, est de 10,5 °C et le cumul annuel moyen de précipitations est de 1 038,1 mm,. Pour l'avenir, les paramètres climatiques de la commune estimés pour 2050 selon différents scénarios d'émission de gaz à effet de serre sont consultables sur un site dédié publié par Météo-France en novembre 2022.

### Paysages
Pour un article plus général, voir Paysage en France.
La commune s'inscrit dans les « paysages montreuillois » tels qu'ils sont définis dans l'atlas de paysages de la région Nord-Pas-de-Calais, conçu par la direction régionale de l'Environnement, de l'Aménagement et du Logement (DREAL),.
Les « paysages montreuillois », qui concernent 98 communes, se délimitent : à l'ouest par des falaises qui, avec le recul de la mer, ont donné naissance aux bas-champs ourlées de dunes ; au nord par la boutonnière du Boulonnais ; au sud par le vaste plateau formé par la vallée de l'Authie, et à l'est par les paysages du Ternois et du Haut-Artois. Les « paysages montreuillois », avec, dans leur axe central, la vallée de la Canche et ses nombreux affluents comme la Course, la Créquoise, la Planquette…, offrent une alternance de vallées et de plateaux, appelés « ondulations montreuilloises ». Dans ces paysages, et plus particulièrement sur les plateaux, on cultive la betterave sucrière, le blé et le maïs et les plateaux entre la Ternoise et la Créquoise sont couverts de vastes massifs forestiers comme la forêt d'Hesdin-la-Forêt, les bois de Fressin, Sains-lès-Fressin, Créquy….

### Milieux naturels et biodiversité

#### Zones naturelles d'intérêt écologique, faunistique et floristique
L’inventaire des zones naturelles d'intérêt écologique, faunistique et floristique (ZNIEFF) a pour objectif de réaliser une couverture des zones les plus intéressantes sur le plan écologique, essentiellement dans la perspective d’améliorer la connaissance du patrimoine naturel national et de fournir aux différents décideurs un outil d’aide à la prise en compte de l’environnement dans l’aménagement du territoire.
Le territoire communal comprend deux ZNIEFF de type 1 :
- les coteaux et le bois de Remipré à Clenleu et Bimont. Cette ZNIEFF est située sur la rive gauche de la Bimoise. L’escarpement caractéristique du versant, orienté au Nord, a longtemps été favorable au maintien d'herbages bocagers et de bois[15] ;
- le bois de Quilen et le coteau de la motte du moulin. Cette ZNIEFF correspond à une colline crayeuse à partie sommitale avec affleurement de craie grise (Turonien supérieur) et dont les flancs de marnes crayeuses (Turonien moyen) sont principalement occupés par des boisements neutrophiles à neutro-calcicoles[16].

et une ZNIEFF de type 2 : la vallée de la Course. Elle se situe dans le pays de Montreuil et plus précisément dans l’entité paysagère des ondulations montreuilloises.

Carte des ZNIEFF de type 1 et 2 sur la commune
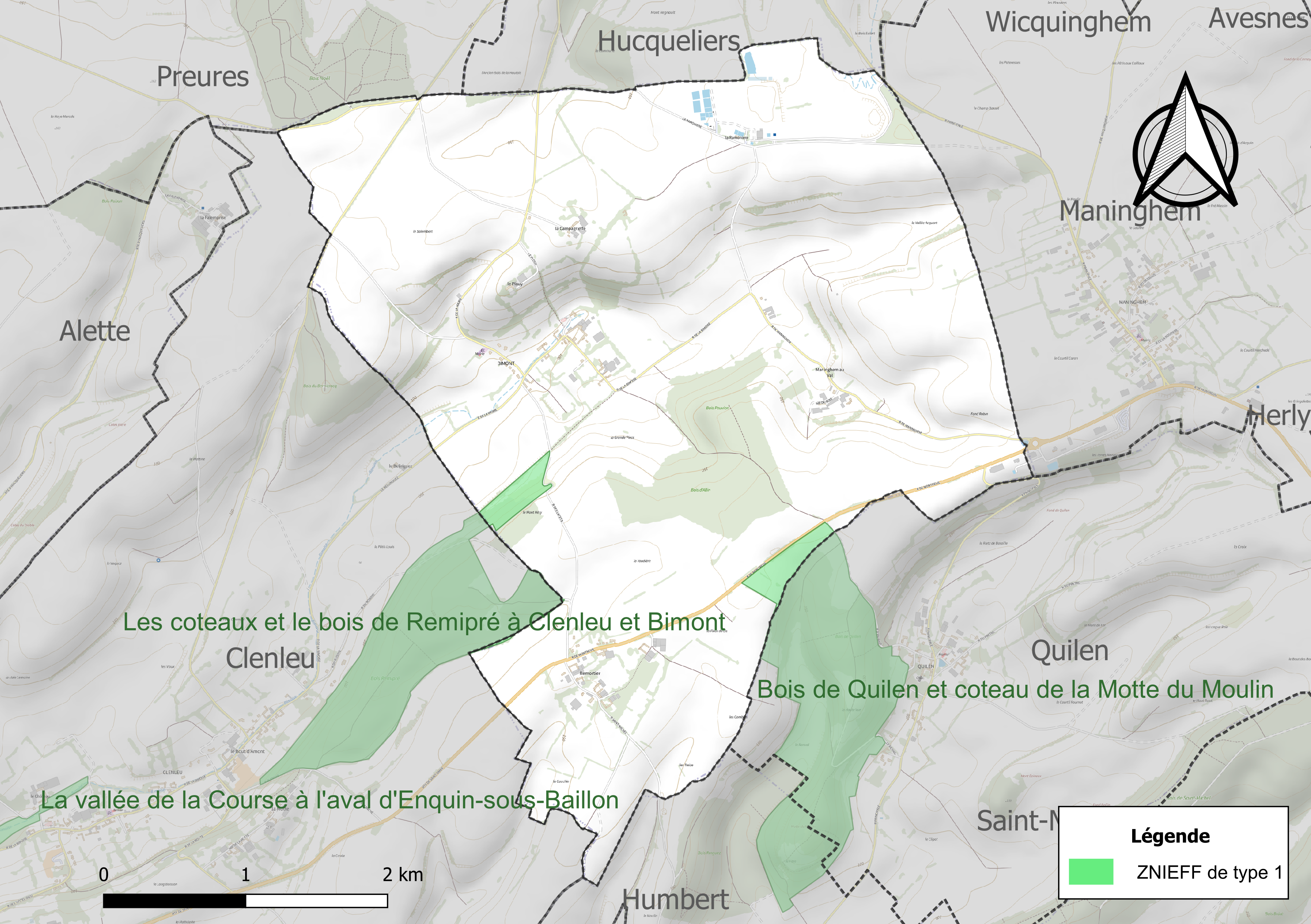
Carte des ZNIEFF de type 1 sur la commune.
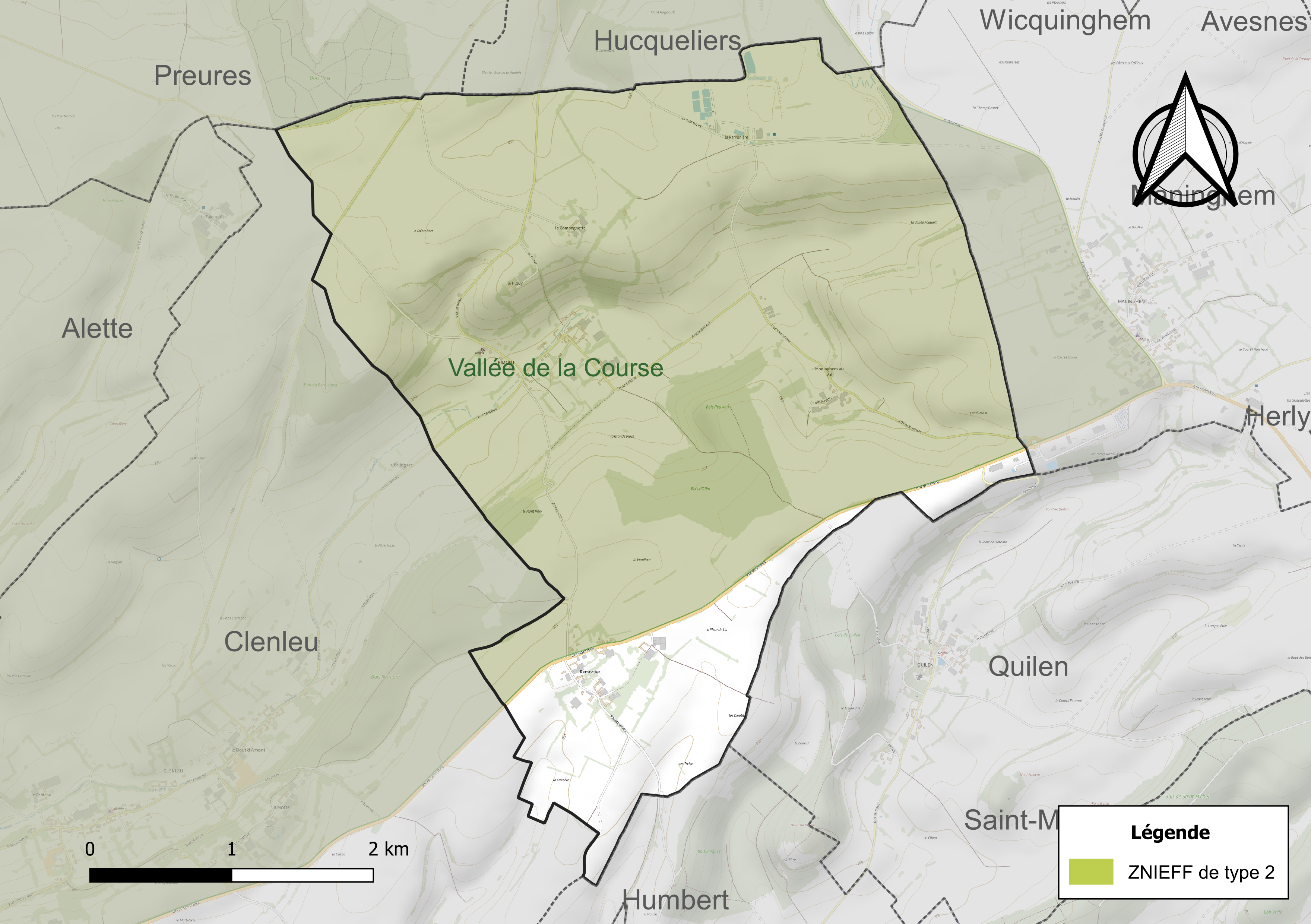
Carte de la ZNIEFF de type 2 sur la commune.

## Urbanisme

### Typologie
Au 1er janvier 2024, Bimont est catégorisée commune rurale à habitat dispersé, selon la nouvelle grille communale de densité à sept niveaux définie par l'Insee en 2022.
Elle est située hors unité urbaine et hors attraction des villes,.

### Occupation des sols
L'occupation des sols de la commune, telle qu'elle ressort de la base de données européenne d’occupation biophysique des sols Corine Land Cover (CLC), est marquée par l'importance des territoires agricoles (90 % en 2018), en diminution par rapport à 1990 (94,2 %). La répartition détaillée en 2018 est la suivante : 
terres arables (57,3 %), prairies (32,6 %), forêts (5,8 %), mines, décharges et chantiers (4,3 %). L'évolution de l’occupation des sols de la commune et de ses infrastructures peut être observée sur les différentes représentations cartographiques du territoire : la carte de Cassini (XVIIIe siècle), la carte d'état-major (1820-1866) et les cartes ou photos aériennes de l'IGN pour la période actuelle (1950 à aujourd'hui).

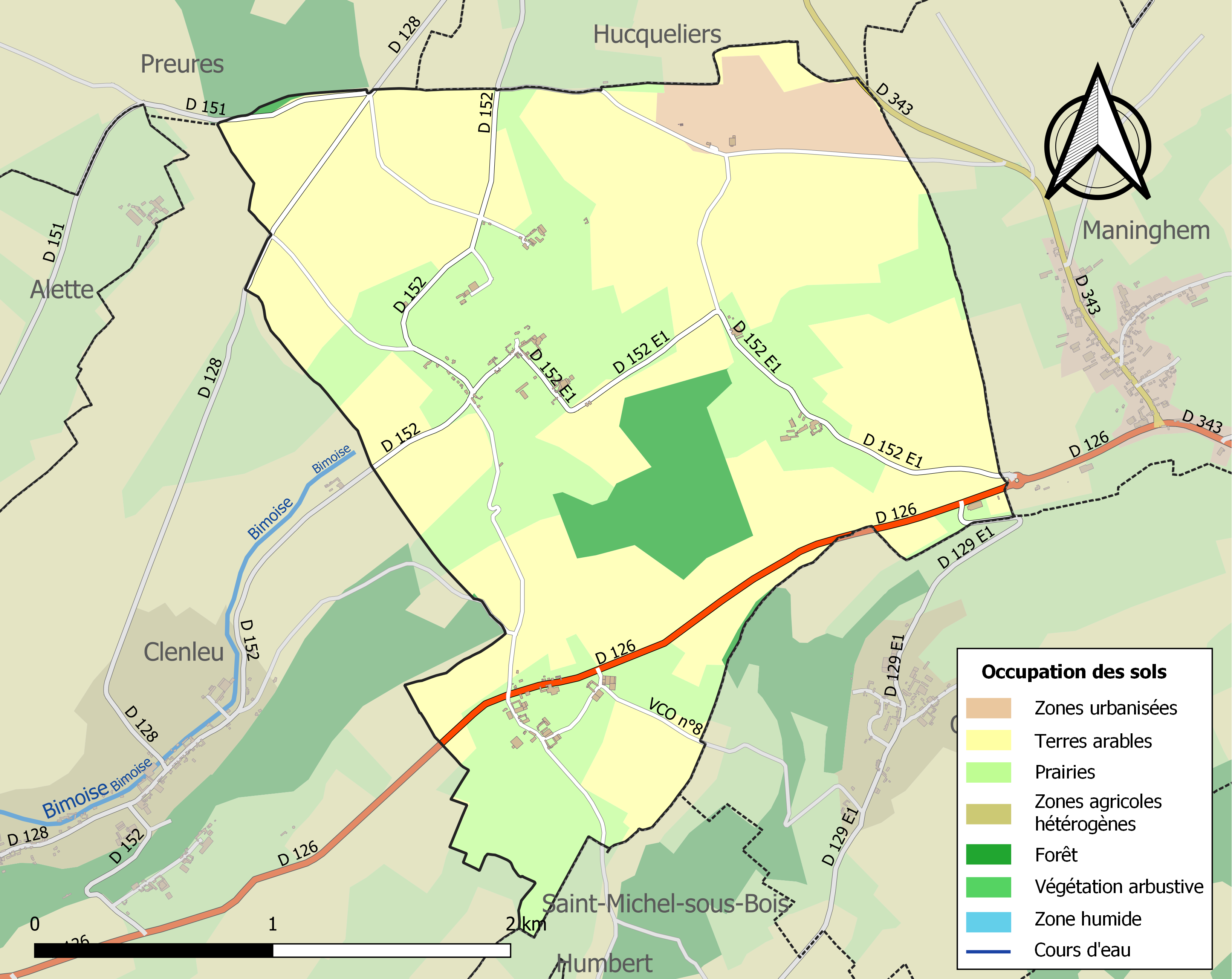
Carte des infrastructures et de l'occupation des sols de la commune en 2018 (CLC).

### Voies de communication et transports

#### Voies de communication
La commune est desservie par les routes départementales D 152 et D 126, reliant Maninghem à Neuville-sous-Montreuil.

#### Transport ferroviaire
La commune se trouve à 14 km de la gare de Montreuil-sur-Mer, située sur la ligne de Saint-Pol-sur-Ternoise à Étaples, desservie par des trains TER Hauts-de-France.

## Toponymie
Le nom de la localité est attesté sous les formes Buihimont (1171), Buimont (1177), Dorhimont (1179), Drouhimont (1181-1185), Buhimont (XIIe siècle), Buiemont (1254), Bymont (1331), Buymont (1347), Bieumont (1422), Buquimont (1587), Bimont depuis 1793 et 1801.
Vient du nom d'homme germanique Bodinus suivi du mot latin montem « mont ».

## Politique et administration

### Découpage territorial
La commune se trouve dans l'arrondissement de Montreuil du département du Pas-de-Calais depuis 1801.

#### Commune et intercommunalités
La commune est membre de la communauté de communes du Haut Pays du Montreuillois qui regroupe 49 communes et totalise 15 703 habitants en 2021.

#### Circonscriptions administratives
La commune était rattachée au canton de Hucqueliers en 1801, puis, depuis 2015, est rattachée au canton de Lumbres.

#### Circonscriptions électorales
Pour l'élection des députés, la commune fait partie de la quatrième circonscription du Pas-de-Calais.

### Élections municipales et communautaires

#### Liste des maires
| Identité                                    | Période      | Période  | Durée                     | Étiquette |
| Identité                                    | Début        | Fin      | Durée                     | Étiquette |
| ------------------------------------------- | ------------ | -------- | ------------------------- | --------- |
| Marcel Widehen (d)                          |              | 1966     |                           |           |
| Maurice Widehen (d), (né le 8 octobre 1940) | février 1966 | mai 2020 | 54 ans et 3 mois          |           |
| Jean-Marie Merlin (d) (né le 30 mars 1958)  | 28 mai 2020  | En cours | 5 ans, 2 mois et 16 jours |           |

## Équipements et services publics

### Justice, sécurité, secours et défense
La commune dépend du tribunal de proximité de Montreuil, du conseil de prud'hommes de Boulogne-sur-Mer, du tribunal judiciaire de Boulogne-sur-Mer, de la cour d'appel de Douai, du tribunal de commerce de Boulogne-sur-Mer, du tribunal administratif de Lille, de la cour administrative d'appel de Douai et du tribunal pour enfants de Boulogne-sur-Mer.

## Population et société

### Démographie
Les habitants de la commune sont appelés les Bimontois.

#### Évolution démographique
L'évolution du nombre d'habitants est connue à travers les recensements de la population effectués dans la commune depuis 1793. Pour les communes de moins de 10 000 habitants, une enquête de recensement portant sur toute la population est réalisée tous les cinq ans, les populations de référence des années intermédiaires étant quant à elles estimées par interpolation ou extrapolation. Pour la commune, le premier recensement exhaustif entrant dans le cadre du nouveau dispositif a été réalisé en 2004.

En 2022, la commune comptait 103 habitants, en évolution de −11,21 % par rapport à 2016 (Pas-de-Calais : −0,72 %, France hors Mayotte : +2,11 %).
| 1793 | 1800 | 1806 | 1821 | 1831 | 1836 | 1841 | 1846 | 1851 |
| ---- | ---- | ---- | ---- | ---- | ---- | ---- | ---- | ---- |
| 167  | 141  | 154  | 159  | 160  | 179  | 153  | 168  | 154  |

| 1856 | 1861 | 1866 | 1872 | 1876 | 1881 | 1886 | 1891 | 1896 |
| ---- | ---- | ---- | ---- | ---- | ---- | ---- | ---- | ---- |
| 157  | 145  | 161  | 153  | 153  | 154  | 168  | 162  | 170  |

| 1901 | 1906 | 1911 | 1921 | 1926 | 1931 | 1936 | 1946 | 1954 |
| ---- | ---- | ---- | ---- | ---- | ---- | ---- | ---- | ---- |
| 172  | 196  | 169  | 164  | 147  | 123  | 127  | 128  | 122  |

| 1962 | 1968 | 1975 | 1982 | 1990 | 1999 | 2004 | 2006 | 2009 |
| ---- | ---- | ---- | ---- | ---- | ---- | ---- | ---- | ---- |
| 112  | 120  | 117  | 106  | 108  | 117  | 122  | 120  | 128  |

| 2014 | 2019 | 2022 | - | - | - | - | - | - |
| ---- | ---- | ---- | - | - | - | - | - | - |
| 113  | 111  | 103  | - | - | - | - | - | - |

#### Pyramide des âges
En 2018, le taux de personnes d'un âge inférieur à 30 ans s'élève à 34,2 %, soit en dessous de la moyenne départementale (36,7 %). À l'inverse, le taux de personnes d'âge supérieur à 60 ans est de 26,1 % la même année, alors qu'il est de 24,9 % au niveau départemental.
En 2018, la commune comptait 58 hommes pour 55 femmes, soit un taux de 51,33 % d'hommes, largement supérieur au taux départemental (48,5 %).
Les pyramides des âges de la commune et du département s'établissent comme suit.
| Hommes | Classe d’âge | Femmes |
| ------ | ------------ | ------ |
| 3,5    | 90 ou +      | 0,0    |
| 10,5   | 75-89 ans    | 14,8   |
| 14,0   | 60-74 ans    | 9,3    |
| 19,3   | 45-59 ans    | 29,6   |
| 15,8   | 30-44 ans    | 14,8   |
| 15,8   | 15-29 ans    | 14,8   |
| 21,1   | 0-14 ans     | 16,7   |

| Hommes | Classe d’âge | Femmes |
| ------ | ------------ | ------ |
| 0,5    | 90 ou +      | 1,6    |
| 5,6    | 75-89 ans    | 8,9    |
| 16,7   | 60-74 ans    | 18,1   |
| 20,2   | 45-59 ans    | 19,2   |
| 18,9   | 30-44 ans    | 18,1   |
| 18,2   | 15-29 ans    | 16,2   |
| 19,9   | 0-14 ans     | 17,9   |

### Manifestations culturelles et festivités
La commune participe à la manifestation « Les étincelles de la vallée de la Course », qui se déroule chaque année à la mi-août dans quinze villages de la vallée et où les visiteurs découvrent les illuminations et les animations de la vallée,.

## Culture locale et patrimoine

### Lieux et monuments
- L'église Saint-Pierre.

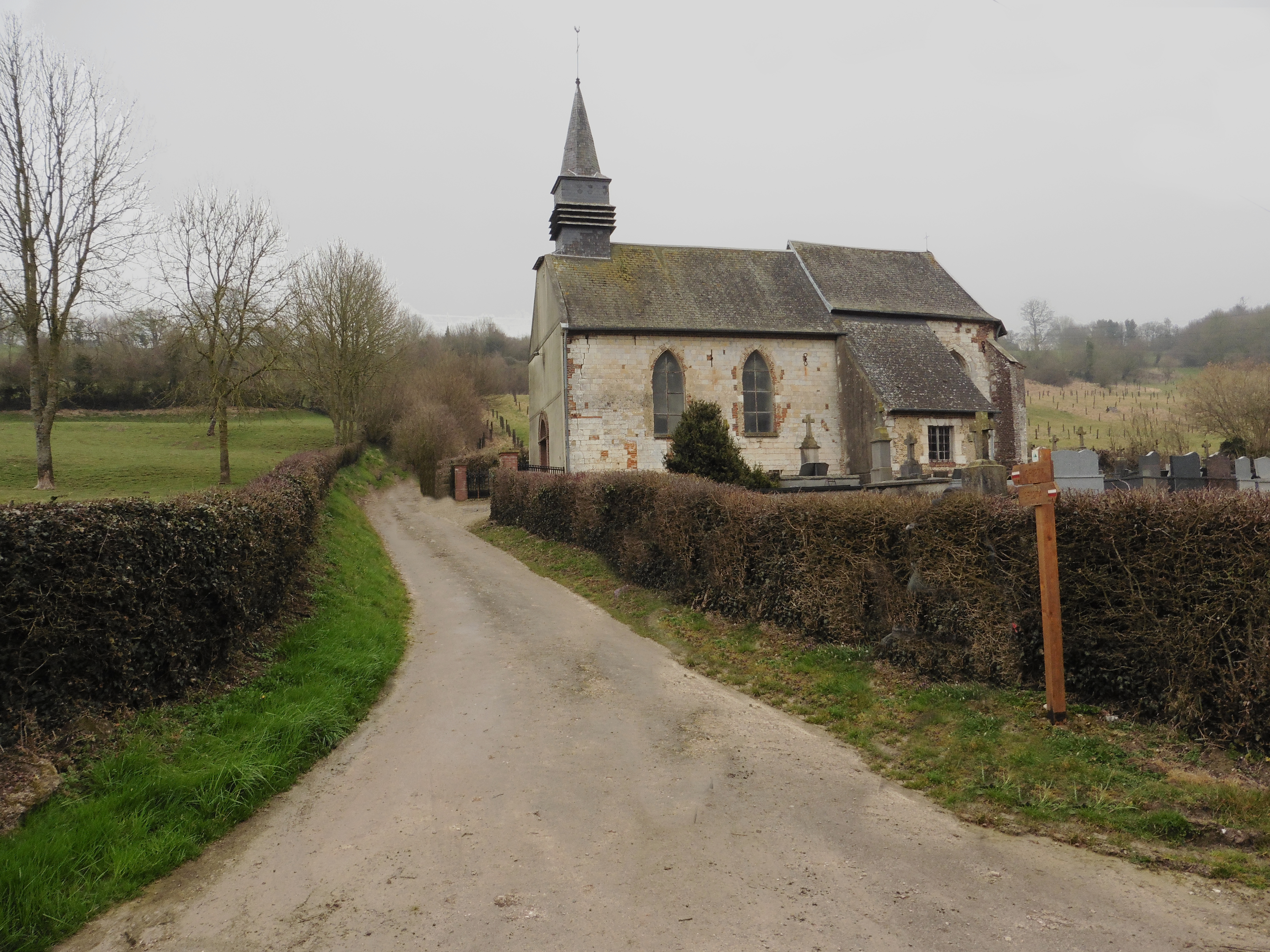
L'église Saint-Pierre de Bimont, sur le GR 127.

- La plaque d'église faisant office de monument[38].

### Héraldique
| Blason de Bimont | Blason  | D'argent à la bande de gueules chargée de trois étoiles d'or.                                           |
| Blason de Bimont | Détails | Armes de Claude d'Urre, ancien seigneur de la commune. Le statut officiel du blason reste à déterminer. |

## Pour approfondir

#### Bases de données, dictionnaires et encyclopédies
- Ressources relatives à la géographie :   - Insee (communes)
  - Ldh/EHESS/Cassini
- Ressource relative à plusieurs domaines :   - Annuaire du service public français
- Notices d'autorité :   - BnF (données)